# Schiermonnikoog
Schiermonnikoog (Skiermûntseach en frisón) es una de las islas Frisias occidentales, situada entre Ameland (más al oeste; con el islote de Engelsmanplaat en medio) y Rottumerplaat. La isla constituye además un municipio de la provincia de Frisia en los Países Bajos. 
La superficie emergida es de 43,99 km², que sumada a los 155,08 km² correspondientes a agua totalizan 199,07 km². Su situación a 53°28′ N 6°16′ E la convierten en el lugar habitado más septentrional de los Países Bajos. Administrativamente, la isla constituye un único municipio homónimo que, con 948 habitantes (2013), es el menos densamente poblado del país, con 22 h/km². Tiene únicamente un núcleo de población llamado igual que la isla Schiermonnikoog.
La isla cuenta con 18 km de playas y 30 km de carriles bici.
Actualmente, la principal fuente de ingresos es el turismo.

## Historia
No se conoce la historia de la isla antes de la Edad Media. Los primeros propietarios conocidos fueron los monjes cistercienses del monasterio de Klaerkamp (cerca de Rinsumageast, en tierra firme). Esto explica su nombre: skier quiere decir "gris" en frisón (en referencia al color de los hábitos de los monjes), mûnts "monje", y each "isla"; y una explicación análoga se puede dar del nombre en neerlandés: schier "gris", monnik "monje", y oog isla (si bien las palabras schier y oog son arcaicas y poco habituales al lado de grijs y eiland).
En 1580 Frisia se adhirió a la Reforma protestante. El monasterio perdió todas sus posesiones, y la isla pasó a manos de la provincia. A fin de conseguir fondos, ésta vendió la isla que, entre 1638 y 1940, estuvo en manos privadas.
Ocupada por las tropas alemanas en mayo de 1940, se mantuvo en su poder hasta el 11 de junio de 1945, convirtiéndose en la última población en rendirse.
En 1989 la isla fue declarada parque nacional, el primero del país.

## Transporte
El transporte terrestre en la isla se realiza únicamente mediante autobuses eléctricos.
En el puerto se pueden alquilar todo tipo de bicicletas, incluso eléctricas. 

## Galería

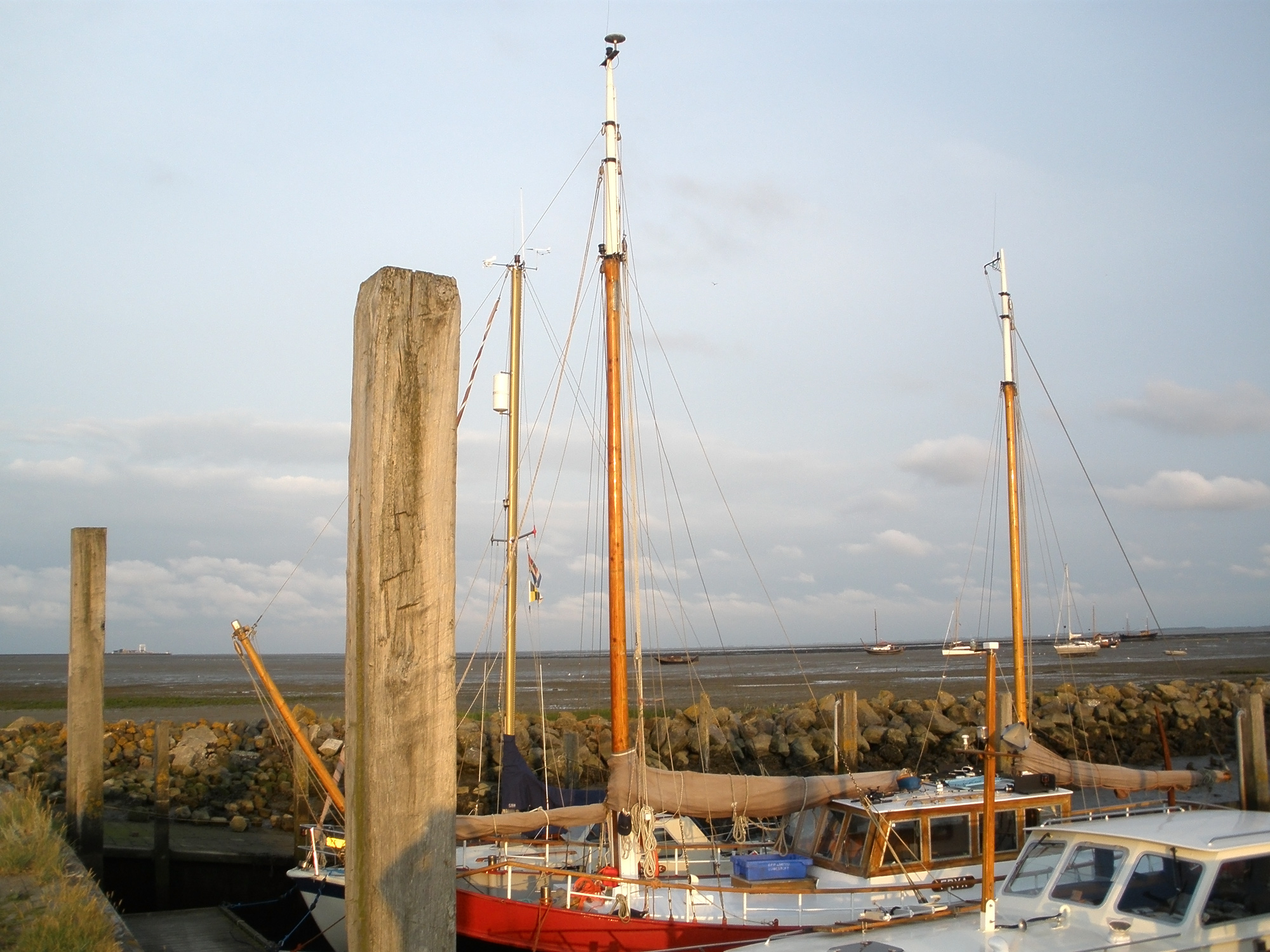
El puerto con la marea baja
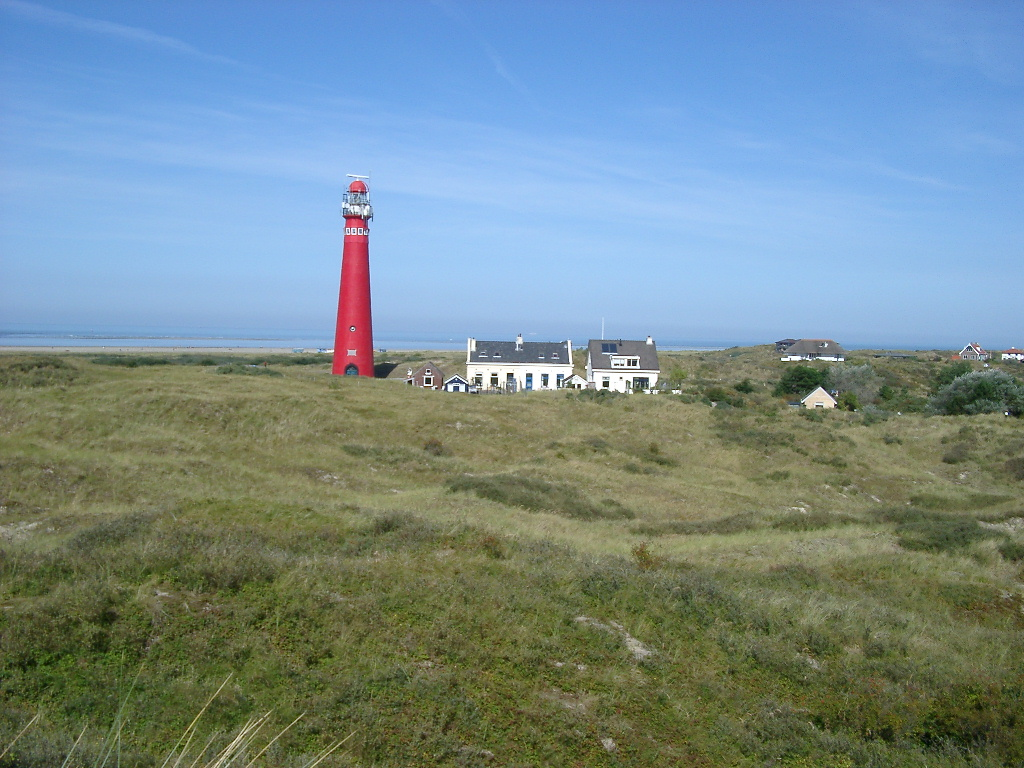
Faro
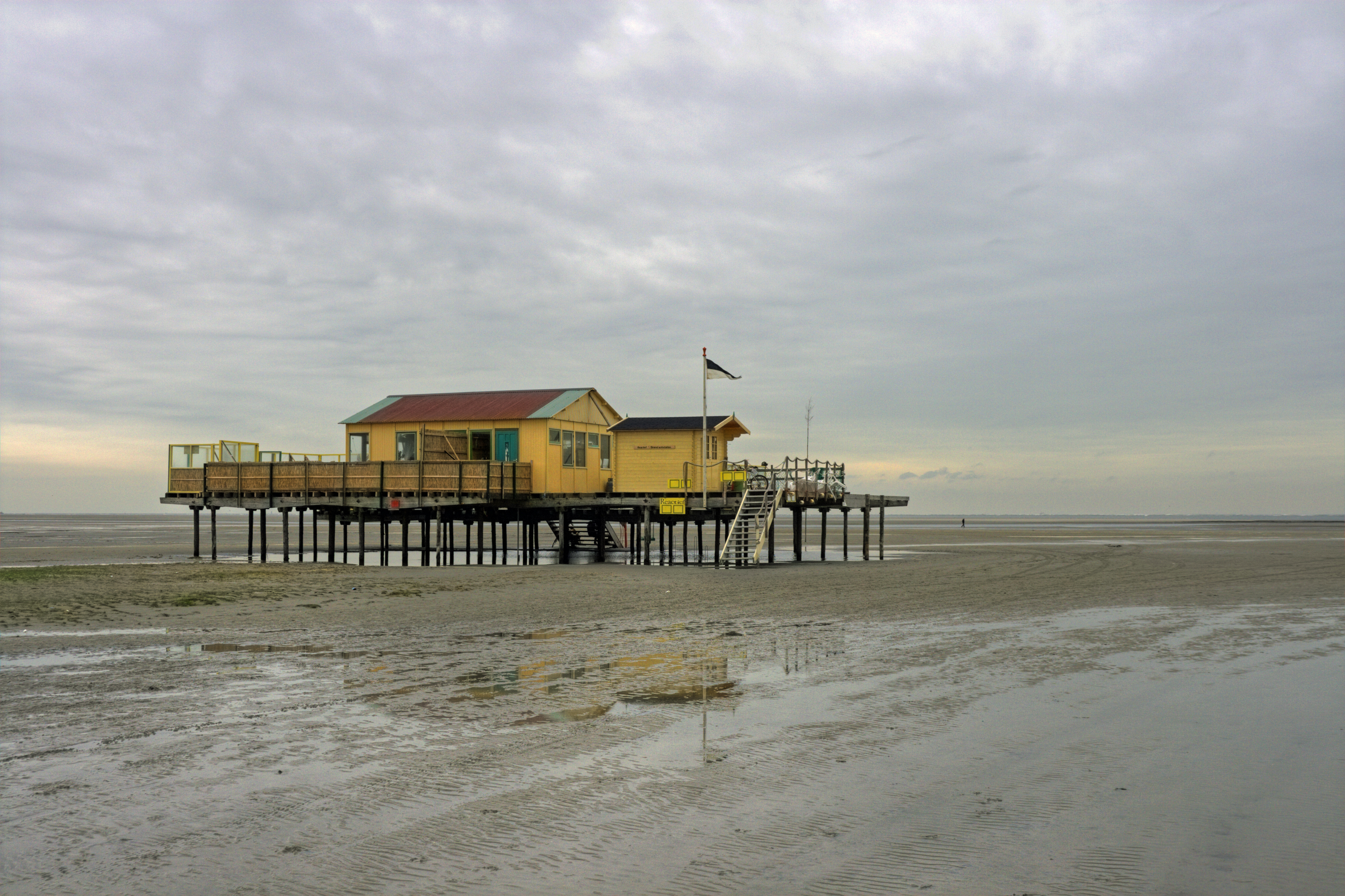
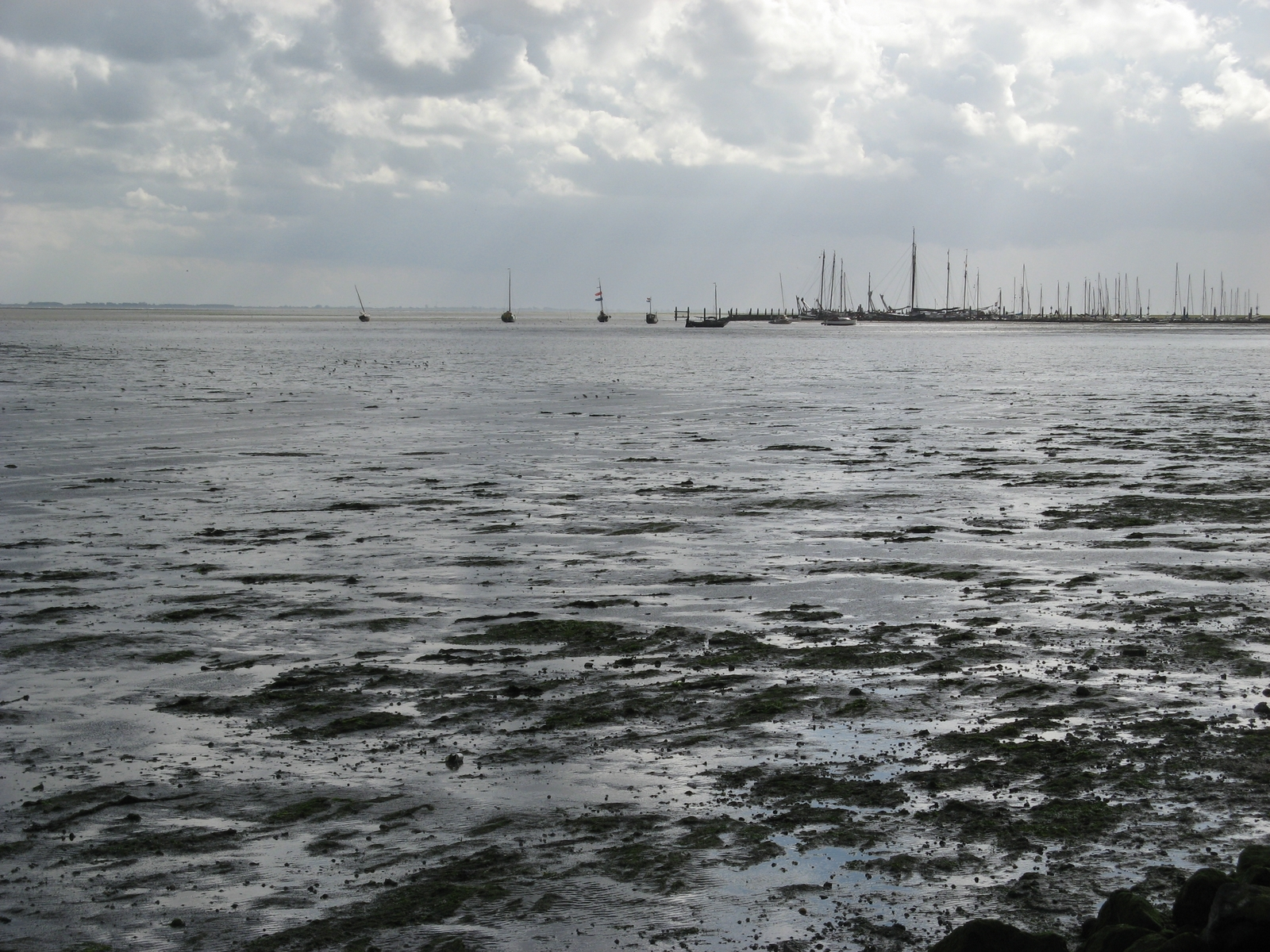